# Olenino (Twer)
Olenino (russisch Оле́нино) ist eine Siedlung städtischen Typs in der Oblast Twer in Russland mit 4918 Einwohnern (Stand 14. Oktober 2010).

## Geographie
Der Ort liegt knapp 170 km Luftlinie südwestlich des Oblastverwaltungszentrums Twer. Es befindet sich im Bereich der Wasserscheide zwischen dem Mescha-Nebenfluss Berjosa im Flusssystem der Düna und dem rechten Wolga-Nebenfluss Sischka, also auf einer der europäischen Hauptwasserscheiden.
Olenino ist Verwaltungszentrum des Rajons Oleninski sowie Sitz der Stadtgemeinde (gorodskoje posselenije) Possjolok Olenino, zu der außerdem das Dorf Lytniza (südlich anschließend), die Siedlung Kosinka (4 km nordwestlich) und die Ortschaft Doroschno-Remontny Punkt gehören.

## Geschichte
Der Ort entstand 1898 im Zusammenhang mit dem Bau der Eisenbahnstrecke Moskau – Riga, als dort eine auf den Ländereien des Gutsbesitzers Grigori Olenin eine Station errichtet wurde.
1922 wurde Olenino Verwaltungssitz einer nach ihm benannten Wolost, die am 16. Juni 1929 in einen Rajon umgewandelt wurde. 1938 erhielt der Ort den Status einer Siedlung städtischen Typs.
Im Zweiten Weltkrieg war Olenino vom 10. Oktober 1941 bis 4. März 1943 von der deutschen Wehrmacht besetzt. Die Siedlung befand sich ab Anfang 1942 über ein Jahr in Frontnähe und wurde stark zerstört.

### Bevölkerungsentwicklung
| Jahr | Einwohner |
| ---- | --------- |
| 1939 | 3445      |
| 1959 | 4081      |
| 1970 | 4236      |
| 1979 | 5320      |
| 1989 | 5881      |
| 2002 | 5247      |
| 2010 | 4918      |

Anmerkung: Volkszählungsdaten

## Verkehr
Olenino besitzt einen Bahnhof bei Kilometer 288 der auf diesem Anschnitt 1904 eröffneten Eisenbahnstrecke Moskau – Welikije Luki – Riga (Lettland).
Etwa fünf Kilometer nördlich der Siedlung verläuft die föderale Fernstraße M9 Baltija, die der Bahnstrecke von Moskau zur lettischen Grenze folgt und Teil der Europastraße 22 ist. Nach Olenino und weiter nach Süden in Richtung Bely zweigt eine Regionalstraße ab.